# Ermita de San Antonio de Padua (Ares del Maestre)
La ermita de San Antonio de Padua de Ares del Maestre, en la comarca del Alto Maestrazgo, provincia de Castellón, es un lugar de culto catalogado como Bien de Relevancia Local, con la categoría de Monumento de interés local, con códigoː 12.02.014-004, según la Disposición Adicional Quinta de la Ley 5/2007, de 9 de febrero, de la Generalitat, de modificación de la Ley 4/1998, de 11 de junio, del Patrimonio Cultural Valenciano (DOCV Núm. 5.449 / 13/02/2007). 
La ermita se ubica en la masía llamada Mas de la Vall, a unos 10 quilómetros de Ares, en dirección sureste, y se accede a ella por una carretera en muy mal estado que se separa de la carretera CV-15 (dirección a Castellón), entre los quilómetros 17 y 18.

## Historia
Su construcción está datada del año 1718, pese a que hay autores que consideran más adecuada la fecha de 1745, sufragada por las familias que en ese momento habitaban la masía. El nombre popular de “Sant Antoni Fesolé” se debe a que la festividad del santo coincide con la siembra de las judías (“fesols” en valenciano).

## Descripción
Se trata de un edificio de pequeñas dimensiones, de una sola nave con arcos de medio punto y columnas sobre las que se apoya la cúpula. Tiene una capilla mayor con cubierta en forma de bóveda de cañón.
No es totalmente exente, presentando una pared lateral adosada a otros edificios de la masía, pese a sobresalir de ellos los brazos que forman el crucero que se corona con la cúpula de tejas. El acceso se realiza por una puerta rectangular de dos hojas, que queda enmarcada por dovelas irregulares, como sucede también con la pequeña ventana superior. Además puede apreciarse sobre el dintel de la puerta una hornacina, actualmente vacía, y la fachada se remata en forma de hastial, donde aparece una espadaña con una sola y diminuta campana y algunos adornos geométricos.
Su interior presenta decoración a base de pinturas murales, en el altar mayor se encuentra la imagen de San Antonio, en la hornacina de un retablo, y aparece una inscripción que reza: “AÑO 1750”.
Debido a haber permanecido prácticamente abandonada durante mucho tiempo, en el que ni se realizaba en ella culto religioso, se produjo el derrumbe del techo y se deterioraron las pinturas murales interiores. En el año 2001 se llevó a cabo una intervención (fruto de la colaboración del Ayuntamiento y la Fundación Blasco de Alagón) para evitar su total deterioro, y durante la misma se rehabilitó su exterior, se saneó la cubierta, proveyéndola nuevamente de tejas viejas. Además se llevó a cabo la consolidación de las piedras de sillar de la espadaña y las de la estructura de la cúpula. Se repararon grietas y se colocaron rejas de forja en algunas ventanas.
La festividad del santo se celebra el 11 de junio con una típica romería.